# ツユクサ亜綱
ツユクサ亜綱（つゆくさあこう、Commelinidae）は被子植物の亜綱のひとつで、ツユクサ科を含むもの。クロンキスト体系などで使われる。含まれる目は分類体系によって異なる。またAPG植物分類体系において設定されているツユクサ類についても解説する。

## 分類

### クロンキスト体系
クロンキスト体系では7目を含める。
- 被子植物門 Magnoliophyta
  - 単子葉植物綱 Liliopsida
    - ツユクサ亜綱 Commelinidae
      - ツユクサ目 Commelinales
      - ホシクサ目 Eriocaulales
      - サンアソウ目 Restionales
      - イグサ目 Juncales
      - カヤツリグサ目 Cyperales
      - ヒダテラ目 Hydatellales
      - ガマ目 Typhales

### タハタジャン体系
タハタジャン体系（Takhtajan system）でも単子葉植物の下にツユクサ亜綱を作る。
- 単子葉植物綱 Liliopsida
  - ツユクサ亜綱 Commelinidae
    - パイナップル上目 Bromelianae
      - パイナップル目 Bromeliales
      - ウェロジア目 Velloziales

    - ミズアオイ上目 Pontederianae
      - タヌキアヤメ目 Philydrales
      - ミズアオイ目 Pontederiales
      - ハエモドルム目 Haemodorales

    - ショウガ上目 Zingiberanae
      - サトイモ目 Musales
      - ロウイア目 Lowiales
      - ショウガ目 Zingiberales
      - カンナ目 Cannales

    - ツユクサ上目 Commelinanae
      - ツユクサ目 Commelinales
      - マヤカ目 Mayacales
      - トウエンソウ目 Xyridales
      - ラパテア目 Rapateales
      - ホシクサ目 Eriocaulales

    - ヒダテラ上目 Hydatellanae
      - ヒダテラ目 Hydatellales

    - イグサ上目 Juncanae
      - イグサ目 Juncales
      - カヤツリグサ目 Cyperales

    - イネ上目 Poanae
      - トウツルモドキ目 Flagellariales
      - サンアソウ目 Restionales
      - カツマダソウ目 Centrolepidales
      - イネ目 Poales

### APG植物分類体系
APG植物分類体系では綱や亜綱の階級を設定していないので、ツユクサ亜綱は存在しない。代わりに、単子葉類 (monocots) の下に階級のない分類群のツユクサ類 (commelinids) があり、APGをリンネ式階級に整合させる場合は、このツユクサ類がツユクサ亜綱とされることが多い。
ツユクサ類には
- ヤシ目 Arecales
- ツユクサ目 Commelinales
- イネ目 Poales
- ショウガ目 Zingiberales

が含まれる。

### 他の分類体系
新エングラー体系では単子葉植物綱に亜綱を立てていないので、ツユクサ亜綱の名前は存在しない。ツユクサ目はツユクサ科のみの単型の目になっている。